# Renúncia de Hailemariam Desalegn
A Renúncia de Hailemariam Desalegn ocorreu diante dos protestos generalizados contra  o primeiro-ministro etíope Hailemariam Desalegn. Ele renunciou ao cargo em 15 de fevereiro de 2018, tornando-se o primeiro político a abdicar do cargo na história moderna da Etiópia. No dia anterior, havia anunciado na televisão estatal que sua renúncia era "vital na tentativa de realizar reformas que levariam à paz e à democracia sustentáveis", vinculada aos distúrbios de 2014-2016, nos quais centenas foram mortos pela repressão do governo na região de Oromia e Amhara entre 2015 e 2016.
A sua carta de demissão foi apresentada e aceite pelo partido no poder, a Frente Democrática Revolucionária do Povo Etíope e pelo Movimento Democrático do Povo do Sul da Etiópia; a embaixada da Etiópia em Londres também aceitou. Hailemariam continuou a liderar um governo provisório até que seu sucessor, Abiy Ahmed, foi eleito pelo Parlamento em 2 de abril de 2018. Outras razões para a renúncia de Hailemariam, além dos protestos, foram sugeridas por analistas, incluindo o fato de pertencer a um pequeno grupo minoritário de Wolayta, a falta de apoio por parte do partido governante e uma fraqueza pessoal percebida.

## Renúncia
Em 14 de fevereiro de 2018, ele declarou em sua renúncia final na televisão estatal que era "vital na tentativa de realizar reformas que levariam à paz e à democracia sustentáveis". Ligado a essa decisão estava os distúrbios de 2014-2016, em que centenas foram mortos pela repressão do governo na região de Oromia e Amhara entre 2015 e 2016. Foi o contexto para um estado de emergência nacional que começou em outubro de 2016. A renúncia de Hailemariam também estava ligada a presos políticos como Eskinder Nega e Woubshet Taye, que foram condenados a sete anos de prisão em 2015. Em janeiro daquele ano, ele prometeu libertar alguns prisioneiros, inclusive de políticos da oposição, e centenas deles foram libertados apesar de manter políticos de alto nível como Bekele Gerba. Além disso, afirmou que a libertação dos prisioneiros encontrou oposição na região de Oromia. Em janeiro de 2018, mais de 60.000 prisioneiros foram libertados, apesar de oromos e amharas estarem sub-representados no corredor do poder do país. Para acelerar isso, a maioria dos membros da oposição em Oromia pediu um boicote em 12 de fevereiro. O boicote foi oficialmente cancelado após a libertação de Bekele Gerba, mas os protestos continuaram em muitos lugares.
Desalegn renunciou ao cargo de primeiro-ministro e presidente da Frente Democrática Revolucionária do Povo Etíope. No entanto, o órgão final, o conselho de 180 membros do partido, estava se reunindo para aceitar a renúncia e eleger seu novo presidente. De acordo com a Ethiopian News Agency, a renúncia de Hailemariam como primeiro-ministro e presidente do partido governante "faz parte dos esforços para fornecer uma solução duradoura para a situação atual" e permaneceria como interino até que o sucessor fosse escolhido. Ele foi sucedido pelo primeiro-ministro Abiy Ahmed em 2 de abril de 2018.

## Consequências
Sua renúncia recebeu protestos em massa entre os jovens do povo Oromia e Amhara, que contestaram que o governo dominado por tigrínios exigia correção política e econômica e a abolição da corrupção estatal. Em 2 de abril de 2018, Abiy Ahmed, da Organização Democrática Popular Oromo, foi eleito o novo primeiro-ministro e empossado no Parlamento. Após sua renúncia, o governo declarou estado de emergência no que diz respeito aos registros de direitos humanos do país, até a sucessão de Abiy em maio de 2018.
Abiy Ahmed reformou a política do país, libertando presos políticos e relaxando a censura da mídia, o que lhe garantiria a concessão do Prêmio Nobel da Paz 2019. Embora ele esperasse trazer a Etiópia a unidade e ao nacionalismo pan-etíope, a instabilidade étnica ressurgiu; ambos os partidos políticos Oromo e Tigray rejeitaram o tratado de paz e se recusaram a se fundir com seu Partido da Prosperidade.